# Límite (película)
Límite es una película chilena dirigida por Nicolás Jullian, protagonizada por Adela Secall, Remigio Remedy y Luis Dubó que fue estrenada el 27 de abril de 2006.

## Sinopsis
En un ambiente de corrupción política, una banda de falsificadores gesta un negocio para ingresar dólares a la Argentina. Uno de sus integrantes dudará de seguir delinquiendo luego de conocer a Paula (Adela Secall), una joven y valiente detective funcionaria del cuerpo de Investigaciones de Chile.

## Reparto
- Adela Secall
- Remigio Remedy
- Luis Dubó
- Ignacio Severín
- Iván Espeche
- Agustín Bermúdez
- Ernesto Briones
- Javier Castro
- Sebastián Figueroa
- Marcos Luvara
- Andrés Jullian
- Nicolás Rodríguez
- Loreto Salazar
- Isadora Stock